# .44 Russian

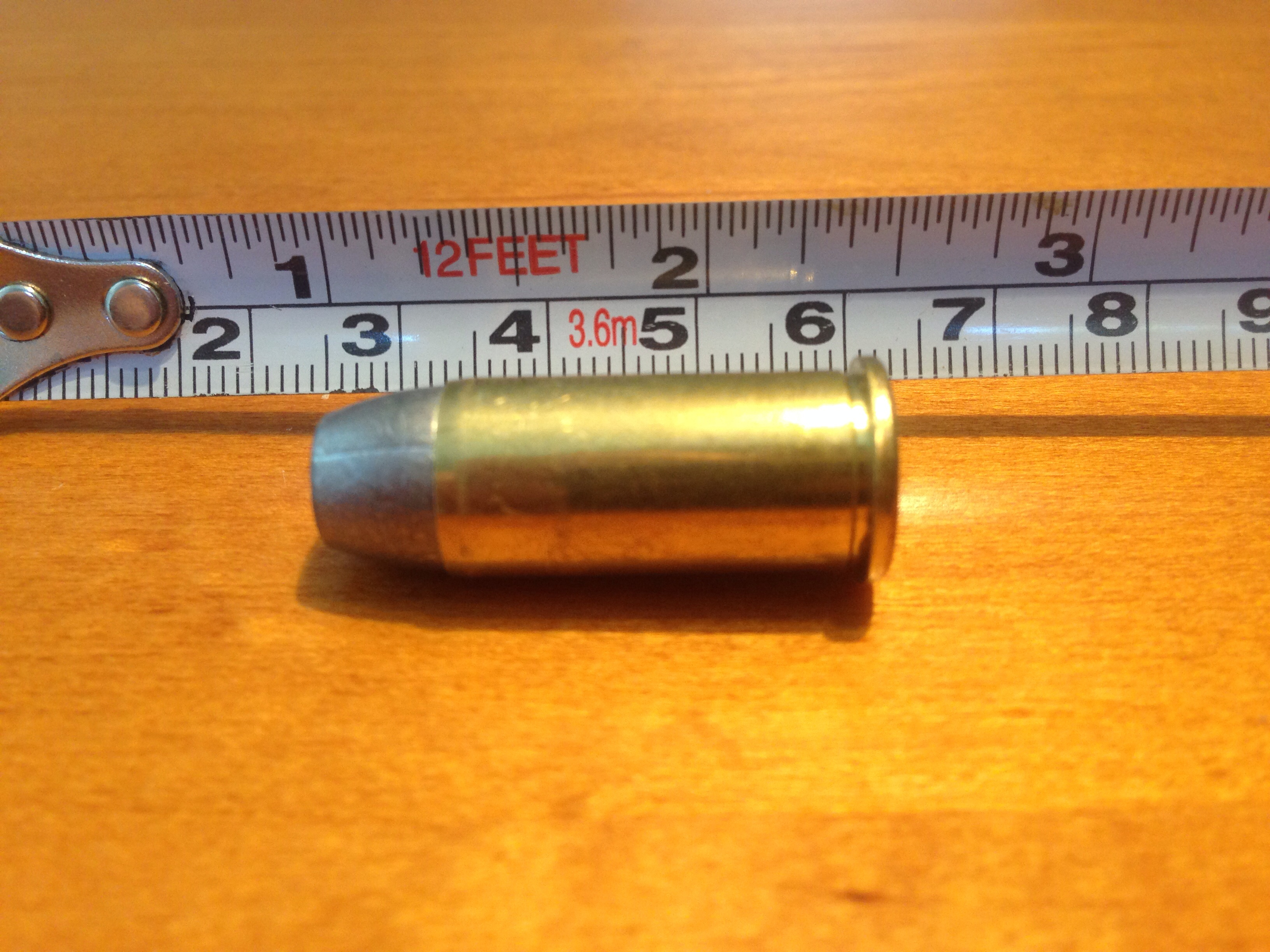
Um cartucho .44 Russian ao lado de uma regua.

O .44 Russian (também conhecido como .44 S&W Russian) é um cartucho de fogo central metálico utilizava pólvora negra, desenvolvido pela Smith & Wesson em 1870. O .44 Russian marcou o primeiro uso de um projétil lubrificado internamente em munições modernas para armas de fogo.